# Arturo Ledesma
Arturo Javier Ledesma (* 25. Mai 1988 in Guadalajara, Jalisco) ist ein mexikanischer Fußballspieler auf der Position eines Verteidigers.

## Leben
Ledesma begann im Nachwuchsbereich von Deportivo Guadalajara mit dem Fußballspielen und stand anschließend fast eine Dekade bei Deportivo Guadalajara unter Vertrag. Zumeist spielte er jedoch auf Leihbasis für andere Vereine, mit denen er seine einzigen Erfolge feierte, wie zum Beispiel den Gewinn der Zweitligameisterschaft der Saison 2009/10 mit dem Club Necaxa oder dem zweimaligen Einzug ins Finale der Copa México mit den Zweitligisten Alebrijes de Oaxaca und Atlético Morelia, in denen seine Mannschaft gegen die UANL Tigres (Clausura 2014) bzw. seinen Jugendverein Deportivo Guadalajara (Clausura 2017) unterlag.

## Privates
Er ist der Sohn des früheren Torhüters Javier Ledesma, der 1987 mit Deportiva Guadalajara die mexikanische Fußballmeisterschaft gewonnen hatte.